# 里村欣三

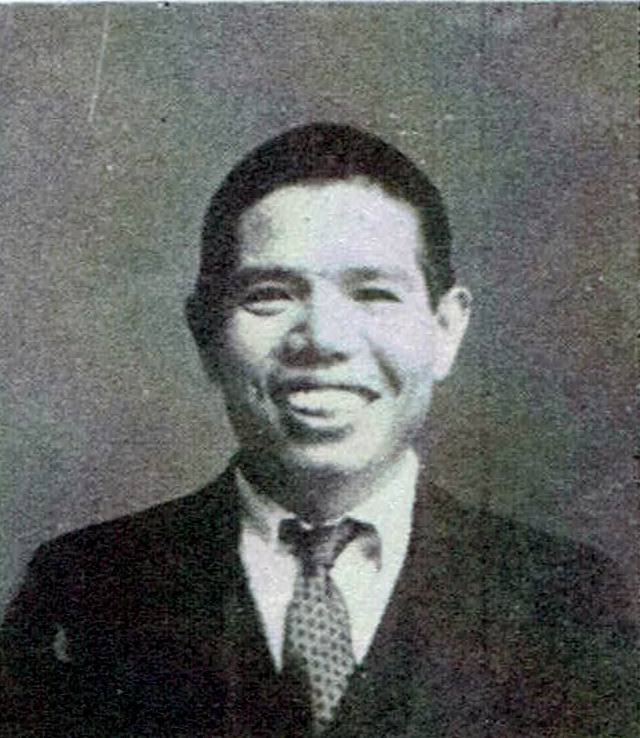
日本現代文学研究会『現代日本小説大系』第42巻（1949）より

里村 欣三（さとむら きんぞう、1902年3月13日 - 1945年2月23日）は、日本の小説家。

## 来歴
岡山県和気郡福河村（現在の備前市）生まれ。本名: 前川 二享（にきょう）。谷周平（昌武）ら新選組の谷三兄弟は母方の家系である。関西中学校中退。1922年、徴兵検査で甲種合格、岡山の歩兵第10連隊に入営したが脱走、水死を装って逃亡し、満洲を放浪する。
のち上京し『文藝戦線』に投稿、1924年に深川貧民窟のルポルタージュ『富川町から』を発表して注目される。1925年に中国での体験をもとにした小説「苦力頭の肖像」を発表し、プロレタリア文学の新進作家として認められる。この時代は、脱走兵であることを知られぬために、写真の公表を拒んでいた。
労農芸術家連盟解散後は、本籍地の役場に出頭し、1935年、徴兵検査を再び受け、第二乙種合格、第二補充兵として入営した。その後、除隊となったが、1937年、日中戦争時に召集され、1939年まで中国戦線で戦った。太平洋戦争で陸軍報道班員として従軍し、シンガポールやボルネオを舞台としていくつかの著作を残したが、今日出海と共に従軍したフィリピンで戦死した。創価教育学会員であった。

## 著書
- 苦力頭の表情 文壇新人叢書 春陽堂 1927
- 兵乱 塩川書房 1930 （プロレタリア前衛小説戯曲新選集）
- 第二の人生 第1‐3部 河出書房 1940-1941 （書きおろし長篇小説叢書）
- 兵の道 六芸社 1941 （帰還作家・純文学叢書）
- 光の方へ 有光社 1942
- 熱風 朝日新聞社 1942
- 支那の神鳴 六芸社 1942
- 河の民 北ボルネオ紀行 有光社 1943 のち中公文庫
- 里村欣三著作集 全12巻別巻1 大空社 1997